# Ruby Grierson
Ruby Isobel Grierson (* 24. November 1903 in Cambusbarron, Stirling, Schottland; † 18. September 1940 im Nordatlantik) war eine britische Dokumentarfilmregisseurin und -produzentin.

## Leben
Ruby Grierson wurde 1903 als eines von acht Kindern des Schuldirektors Robert Morrison Grierson und dessen Frau Jane (geb. Anthony), einer Suffragette und Anhängerin der Labour Party, geboren. Sie war die jüngere Schwester des Regisseurs John Grierson, der als Begründer der Dokumentarfilmbewegung der 1930er Jahre gilt. Grierson ließ sich wie ihre Mutter zur Lehrerin ausbilden. 1935 kam sie erstmals mit dem Filmemachen in Berührung, als sie als Assistentin an dem Dokumentarfilm Housing Problems mitarbeitete, der unter der Regie von Arthur Elton und Edgar Anstey entstand.
Im Jahr darauf erschien mit London Wakes Up ihre erste eigene Regiearbeit. Der Film war Teil einer Serie der Strand Film Company über das alltägliche Leben in London. Während die anderen Episoden für ihre skriptlose Darstellung kritisiert wurden, wurde Griersons Film gelobt. Produziert wurde der Film von Paul Rotha. In Zusammenarbeit mit Rotha entstanden dann noch die Filme Today and Tomorrow (1936) und Today We Live (1937), in denen die Arbeit des National Council of Social Service thematisiert wurde. Für die Strand Film Company verwirklichte Grierson noch zwei Parts einer zoologischen Serie, Animal Kingdom – The Zoo and You und Animals on Guard (beide 1938). Anschließend verließ sie Strand und ging 1939 zur Realist Film Unit. Ihre erste Arbeit für diese Filmproduktionsgesellschaft war Cargo for Ardrossan (1939).
Nach Ausbruch des Zweiten Weltkriegs fing Grierson an, Propagandafilme zu produzieren. Ihre nächsten vier Produktionen entstanden alle im Auftrag des britischen Ministry of Food (Ernährungsministerium): Choose Cheese, Green Food for Health, Six Foods for Fitness und What's for Dinner?  (alle 1940). Diese Filme sollten der britischen Bevölkerung zeigen, wie man im Krieg mit selbst angebauten Lebensmitteln und Lebensmittel-Rationen der Regierung auskommen konnte. In ihrem nächsten Werk They Also Serve (1940) ging es um den Beitrag britischer Hausfrauen und Mütter an den Kriegsanstrengungen.
Im Zentrum von Griersons nächstem Projekt sollte die Evakuierung britischer Kinder nach Kanada stehen, die seit Juli 1940 von der Regierung im Rahmen des Children’s Overseas Reception Board (CORB) vorangetrieben wurde. Zu diesem Zweck ging Grierson mit ihrer Ausrüstung am 13. September 1940 in Liverpool an Bord des britischen Ozeandampfers City of Benares, der nach Quebec und Montreal auslaufen sollte. Fünf Tage später wurde das unbewaffnete, nicht eskortierte Schiff südwestlich von Rockall mitten in der Nacht von dem deutschen U-Boot U 48 torpediert und sank innerhalb von 30 Minuten. Von den 406 Menschen an Bord kamen 248 ums Leben, darunter die meisten Frauen und Kinder. Auch Ruby Grierson war unter den Todesopfern. Ihr Leichnam wurde nie geborgen.
1994 wurde ein 30-minütiger biografischer Dokumentarfilm über das Leben von Ruby Grierson mit dem Titel Ruby Grierson: Re-Shooting History für den Sender BBC One produziert (Regie: Fiona Adams).

## Filmografie
- London Wakes Up (1936)
- Today and Tomorrow (1936)
- People of Britain (1936)
- Today We Live: A Film of Life in Britain (1937)
- Animal Kingdom – The Zoo and You (1938)
- Cargo for Ardrossan (1939)
- Animals on Guard (1939)
- They Also Serve (1940)
- What’s for Dinner? (1940)
- Choose Cheese (1940)
- Six Foods for Fitness (1940)
- Green Food for Health (1940)